# 게오르기 케토예프
게오르기 바자예비치 케토예프(러시아어: Гео́ргий Важа́евич Кето́ев, 아르메니아어: Գեորգի Վաժաևիչ Կետոև, 1985년 11월 19일~)는 러시아와 아르메니아의 전직 레슬링 선수이다. 2008년 하계 올림픽에서 남자 자유형 미들급 동메달을 획득했으며 세계 레슬링 선수권 대회에서 금메달 1개, 동메달 1개를 획득했다.